# Tin
tin — свободный клиент групп новостей с открытым исходным кодом, работающий в текстовом интерфейсе.  
Программа появилась в 1991 году и изначально была основана на клиенте TASS, исходный код которого был опубликован в Usenet в том же году.  
Автором проекта является Urs Janßen, развитие продолжается сообществом до настоящего времени.

## Возможности
- Поддержка NNTP-протокола для работы с группами новостей.
- Древовидное отображение дискуссий (threading).
- Killfile для фильтрации нежелательных сообщений.
- Поддержка MIME, различных кодировок и вложений.
- Возможность работы через SSL/TLS.
- Настройка интерфейса через termcap/terminfo.

## Технические особенности
Программа написана на языке C, использует библиотеку curses и работает на различных UNIX-подобных системах, включая Linux, macOS и OpenVMS.  

## Развитие
tin распространяется под лицензией BSD и поддерживается в актуальном состоянии: последняя версия — 2.6.4 (2024).  
У проекта есть активное сообщество, документация и архив почтовых рассылок на официальном сайте tin.org.  